# Leon Moisseiff
Leon Solomon Moisseiff (10 de noviembre de 1872 - 3 de septiembre de 1943) fue un ingeniero civil estadounidense nacido en Letonia, líder en el diseño de puentes colgantes en los Estados Unidos durante las décadas de 1920 y 1930. La brillante trayectoria de sus diseños, como el Puente de Manhattan, fue truncada por el desplome en 1940 del Puente de Tacoma.

## Biografía
Nacido en Riga (Letonia) en una familia judía, Moiseiff comenzó su educación en su país natal y estudió en el Instituto Politécnico Báltico durante tres años. Emigró a los Estados Unidos con su familia a la edad de 19 años debido a sus actividades políticas. En los Estados Unidos, se graduó por la Universidad de Columbia con un título de ingeniería civil en 1895. 
Comenzó su carrera en Nueva York y se ganó una gran reputación a nivel nacional como uno de los diseñadores del Puente de Manhattan sobre el East River. También asistió al ingeniero en jefe Ralph Modjeski en el diseño del puente Benjamin Franklin sobre el río Delaware. 

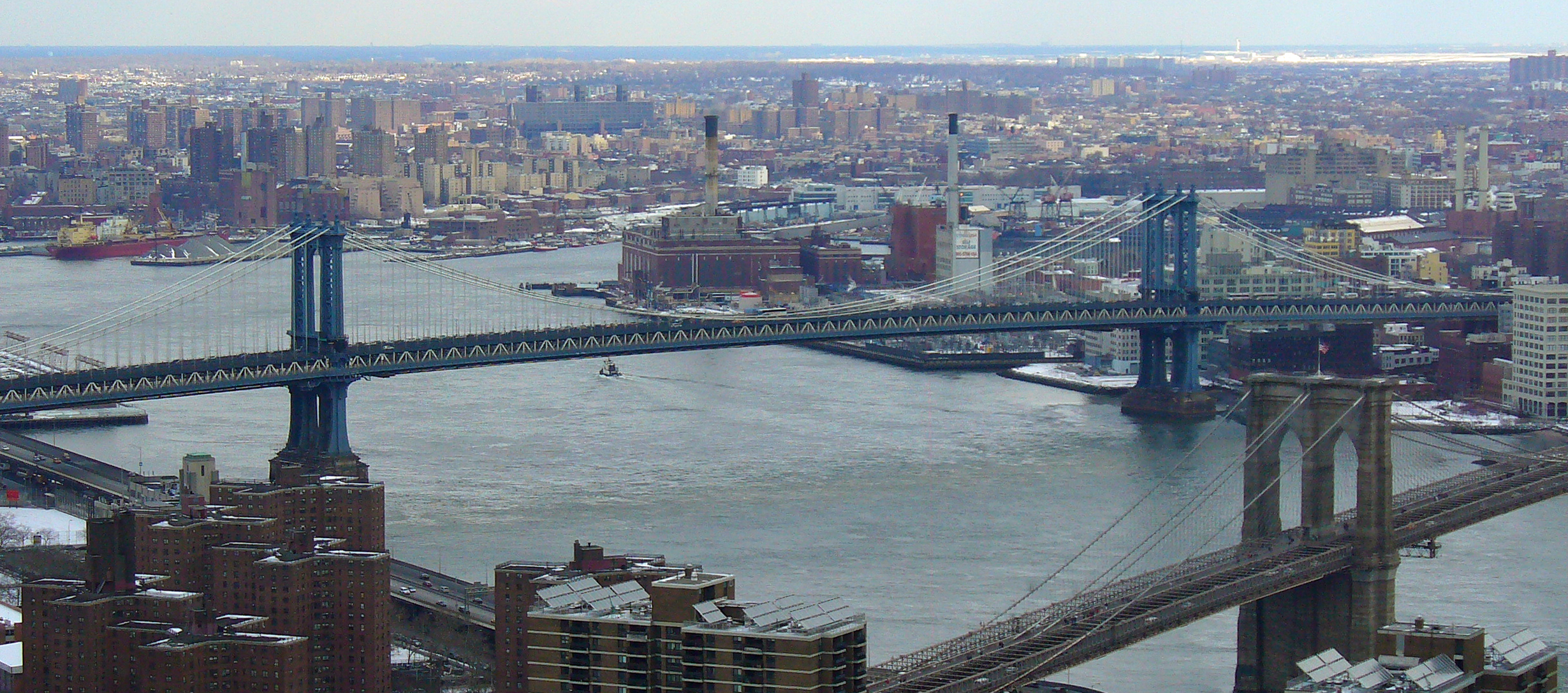
Puente de Manhattan

Fue uno de los primeros defensores de los puentes de acero, que comenzaron a reemplazar a las estructuras de hormigón y piedra en la década de 1920. Se hizo conocido por su trabajo sobre la "teoría de la desviación", que sostenía que cuanto más largos eran los puentes, más flexibles podían ser. Charles Alton Ellis desarrolló las teorías de Moiseiff y las aplicó en el diseño del famoso puente Golden Gate. Moisseiff trabajó como ingeniero consultor en el puente, pero se negó a hablar en nombre de su colega Charles Ellis cuando fue despedido del proyecto. 
Moisseiff llamó al puente original de Tacoma Narrows, el primer puente que diseñó como ingeniero principal, el "puente más hermoso del mundo". Sin embargo, perdió su sólida reputación cuando esta estructura sobre el estrecho de Puget Sound en el estado de Washington se derrumbó por efecto de las turbulencias generadas por el viento cuatro meses después de su apertura en 1940. El movimiento del puente le valió el nombre de Galloping Gertie. La dramática película del colapso del puente, sometido a un incontrolado movimiento de torsión añadido a las tensiones generadas por las ondas longitudinales a lo largo del tablero, todavía se muestra a los estudiantes de ingeniería, arquitectura y física como un buen ejemplo de los problemas de aeroelasticidad que pueden acabar con una estructura demasiado flexible. 
Moisseiff murió de un ataque al corazón en 1943. A pesar de que había diseñado muchos otros tramos famosos, el colapso del puente de Tacoma los eclipsó a todos. Se convirtió en un símbolo de ingeniería fallida y de los peligros de la arrogancia en el diseño. Algo tan trágico como este desastroso fallo de diseño y lo sucedido personalmente con el propio Moisseiff, fue lo que espoleó a los ingenieros a investigar más y mejorar sustancialmente el diseño y la seguridad de los puentes colgantes.

## Reconocimientos
- Fue galardonado con la Medalla Louis E. Levy del Instituto Franklin en 1933.[4]

## Publicaciones
- Moisseiff, Leon S. Suspension Bridges Under the Action of Lateral Forces, en "Transactions of the American Society of Civil Engineers", 1933, n. 98.